# McDonnell XV-1

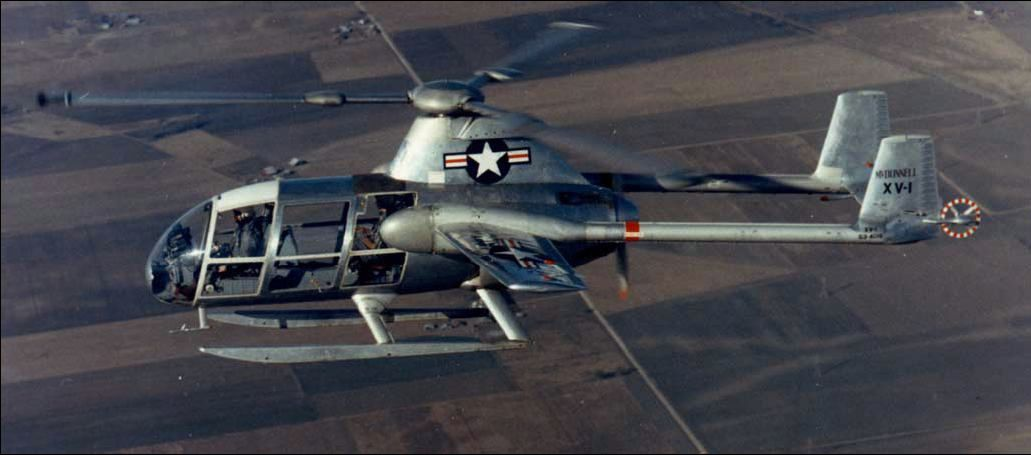
McDonnell XV-1

Le McDonnell XV-1 est un aéronef expérimental américain, hybride entre avion et hélicoptère, mis au point dans le cadre d'un programme de recherche conjoint entre l'US Air Force et l'US Army, afin d'explorer les technologies permettant de développer un avion capable de décoller et d'atterrir comme un hélicoptère mais de voler à une vitesse équivalente à celle d'un avion conventionnel.